# Michał Pszczółkowski
Michał Pszczółkowski (ur. 4 kwietnia 1981 w Ostrołęce) – polski naukowiec, doktor habilitowany nauk technicznych w zakresie architektury, autor licznych publikacji w zakresie historii architektury i ochrony zabytków. Profesor Akademii Sztuk Pięknych w Gdańsku i Uniwersytetu Zielonogórskiego

## Wykształcenie
W 2005 ukończył studia magisterskie na kierunku ochrona dóbr kultury (specjalność: konserwatorstwo) na Wydziale Sztuk Pięknych Uniwersytetu Mikołaja Kopernika w Toruniu. Studiował także w Oldenburgu i Bambergu. W 2010 ukończył studia doktoranckie na Wydziale Sztuk Pięknych Uniwersytetu Mikołaja Kopernika w Toruniu. W 2018 roku uzyskał habilitację na Wydziale Architektury Politechniki Gdańskiej.

## Działalność zawodowa
W latach 2008–2010 był autorem koncepcji i głównym koordynatorem projektu Exploseum w Bydgoszczy. Projekt ten polegał na adaptacji na cele muzealno-turystyczne linii produkcyjnej nitrogliceryny na terenie fabryki materiałów wybuchowych DAG Fabrik Bromberg. Realizacja projektu Exploseum została uhonorowana Nagrodą Ministra Kultury i Dziedzictwa Narodowego i uznana Wydarzeniem Muzealnym Roku SYBILLA 2011 w kategorii wystawy techniki, ponadto Pszczółkowski otrzymał za ten projekt Nagrodę Marszałka Województwa Kujawsko-Pomorskiego w kategorii Fundusze Unijne w 2011 roku.
W latach 2010–2016 był zatrudniony w Katedrze Architektury i Urbanistyki na Wydziale Budownictwa, Architektury i Inżynierii Środowiska Uniwersytetu Zielonogórskiego. Obecnie jest pracownikiem Akademii Sztuk Pięknych w Gdańsku i Uniwersytetu Zielonogórskiego.
Stypendysta Fundacji na Rzecz Nauki Polskiej w Warszawie oraz Ministerstwa Kultury i Dziedzictwa Narodowego, członek Stowarzyszenia Historyków Sztuki (w latach 2015–2018 Sekretarz Oddziału Toruńskiego, w latach 2018–2022 Prezes Zarządu Oddziału Toruńskiego), Towarzystwa Opieki nad Zabytkami i Towarzystwa Miłośników Torunia.

## Dorobek naukowy
Zainteresowania badawcze Michała Pszczółkowskiego koncentrują się wokół historii architektury, szczególnie nowoczesnej (XX wiek). Publikował m.in. w „Informationen zur modernen Stadtgeschichte”, „Centropa. A Journal of Central European Architecture and Related Arts”, „Zapiskach Historycznych”, „Kwartalniku Historii Nauki i Techniki” i „Kwartalniku Architektury i Urbanistyki”, współredagował prace zbiorowe, m.in. cykl wydawniczy SHS „Zabytki toruńskie młodszego pokolenia” (16 tomów), zaś jego publikacje książkowe, to: 
- „Toruńska kamienica czynszowa w latach 1850–1914”, Towarzystwo Naukowe w Toruniu, Toruń 2021
- „Dwanaście kryształowych orłów. Kujawsko-pomorskie szkice architektury międzywojennej”, Towarzystwo Naukowe w Toruniu, Toruń 2020
- „Architektura Włocławka w latach 1918–1939”, Włocławskie Towarzystwo Naukowe - Dom Wydawniczy Księży Młyn, Włocławek-Łódź 2019
- „Stefan Narębski (1892–1966) - architekt, konserwator, profesor” (katalog wystawy), Muzeum Okręgowe w Toruniu, Toruń 2017
- „Architektura szkolna II Rzeczypospolitej”, Dom Wydawniczy Księży Młyn, Łódź 2017
- „Kresy nowoczesne. Architektura na ziemiach wschodnich II Rzeczypospolitej 1921–1939”, Dom Wydawniczy Księży Młyn, Łódź 2016
- „Architektura użyteczności publicznej II Rzeczypospolitej. Funkcja”, Dom Wydawniczy Księży Młyn, Łódź 2015
- „Architektura użyteczności publicznej II Rzeczypospolitej. Forma i styl”, Dom Wydawniczy Księży Młyn, Łódź 2014[14]
- „Bydgoszcz między wojnami. Opowieść o życiu miasta”, Dom Wydawniczy Księży Młyn, Łódź 2013
- „DAG Bromberg. Z dziejów bydgoskiej fabryki materiałów wybuchowych 1939–1945”, Wydawnictwo MOB, Bydgoszcz 2012
- „Toruńska architektura XX wieku”, Wydawnictwo Adam Marszałek, Toruń 2012
- „Exploseum DAG Fabrik Bromberg. Wybuchowa historia Bydgoszczy”, Wydawnictwo MOB, Bydgoszcz 2011
- „Betonowa tajemnica. Fabryki materiałów wybuchowych DAG”, Wydawnictwo MOB, Bydgoszcz 2010
- „Architektura Uniwersytetu Mikołaja Kopernika w Toruniu”, Wydawnictwo Naukowe UMK, Toruń 2009

## Wystawy
- „Exploseum – Centrum techniki wojennej DAG Fabrik Bromberg” (Muzeum Okręgowe im. Leona Wyczółkowskiego w Bydgoszczy, wystawa stała, od 2010)
- „Toruński modernizm. Architektura międzywojennego miasta” (Archiwum Państwowe w Toruniu, 6–27 XI 2015)[15]
- „Piękne, użyteczne, zbędne? Obiekty kolejowe w Polsce” (Muzeum w Rybniku, 12 IX–30 XI 2016)[16]
- „Stefan Narębski (1892–1966). Architekt, konserwator zabytków, profesor” (Muzeum Okręgowe w Toruniu, 25 XI 2017–11 III 2018)[17]
- „Architektura Włocławka w dwudziestoleciu międzywojennym” (Muzeum Ziemi Kujawskiej i Dobrzyńskiej we Włocławku, 7 VII–6 X 2019)[18]
- „Dom - Miasto - Ogród. Twórczość Janiny i Władysława Czarneckich” (Brama Poznania w Poznaniu, 28 IX 2019–2 II 2020)[19]

## Nagrody i wyróżnienia
- 2017: Nagrody im. Oskara Haleckiego w X edycji konkursu „Książka Historyczna Roku” (głosowanie czytelników w kategorii: najlepsza książka naukowa za publikację „Kresy nowoczesne. Architektura na ziemiach wschodnich II Rzeczypospolitej 1921–1939”)[20]
- 2019: Odznaka honorowa „Zasłużony dla Kultury Polskiej”[21]
- 2021: Brązowy Medal „Zasłużony Kulturze Gloria Artis”[22]
- 2022: Nagroda Marszałka Województwa Kujawsko-Pomorskiego dla Najlepszej Książki o Tematyce Regionalnej za publikację „Toruńska kamienica czynszowa w latach 1850–1914”[23]
- 2022: Medal Hereditas Saeculorum, przyznany przez Urząd Marszałkowski Województwa Kujawsko-Pomorskiego za szczególne osiągnięcia związane z opieką nad zabytkami i ochroną zabytków[24]